# Netflix

Länder där Netflix finns tillgängligt (2016):
Tillgänglig
Inte tillgängligt

Netflix, Inc. är en amerikansk leverantör av filmer och TV-serier via video on demand till en fast månadskostnad i flera länder. Utbudet varierar mellan länderna. Språken och undertexterna som omfattas i den nordiska versionen är svenska, danska, finska, norska och i vissa fall engelska eller engelska för hörselskadade.
Den 10 juli 2020 blev Netflix det största underhållnings-/medieföretaget efter börsvärde.

## Historik
Företaget startades 1997 och hyrde då ut DVD via post, innan man 2007 började erbjuda strömningstjänster över Internet, ursprungligen främst för en nischad publik. Under 2019 omsatte företaget mer än 20,1 miljarder amerikanska dollar. Netflix är registrerat på Nasdaq. Den 15 oktober 2012 lanserades den nordiska versionen.

## Statistik
I oktober 2021 hade Netflix över 213 miljoner användare världen över.
Undersökningen Svenskarna och internet år 2019 visade att över hälften (58 %) av de svenska internetanvändarna tittade på Netflix. Bland dem tittade 20 procent varje dag. Användningen av Netflix har fördubblat på fyra år; år 2015 tittade 28 procent varav 7 procent tittade varje dag. Tittandet var år 2018 vanligast bland unga i åldern 16–25 år där 79 procent tittade på Netflix. Bland de äldre än 75 år var motsvarande siffra 9 procent.

## Tillgänglighet
Netflix stödjer sedan 2014 uppspelning via HTML5 och kan därigenom också användas på vissa linuxdistributioner med stöd för Encrypted Media Extension, inklusive Chrome OS och Ubuntu sedan version 12.04 LTS. Netflix fungerar på följande plattformar:

- Windows Phone[10]
- Android samt Android TV
- IOS
- Windows
- Wii U
- PlayStation 3
- Playstation 4[11]
- Xbox 360 (Xbox Live-guldmedlemskap krävdes tidigare)
- PlayStation Vita (endast i Nordamerika)
- Nintendo 3DS (endast i Nordamerika)
- D-Link Boxee Box (endast i Nordamerika)
- Chrome OS
- Xbox One (Xbox Live-guldmedlemskap krävdes tidigare[12])
- Mac
- Apple TV[13]
- Chromecast

## Egenproducerade serier (i urval)
Förutom inköpta filmer och TV-serier har Netflix egenproducerade TV-serier, bland andra följande:
- (2013–2018) - House of Cards
- (2013–2019) - Arrested Development (endast säsong 4)
- (2013–2019) - Orange Is the New Black
- (2013–2015) - Hemlock Grove
- (2001–2015) - Trailer Park Boys
- (2015–2022) - Grace and Frankie
- (2015–2017) - Narcos
- 2015 - The Ridiculous 6
- (2016–) - The Crown
- (2016-2018) - Voltron – Den legendariska beskyddaren
- 2019 - Störst av allt
- 2019 - La casa de papel
- 2020 - Unorthodox
- 2020 - Julie and the Phantoms
- 2020 - 100 Humans
- 2021 - Ginny & Georgia
- 2023 - En helt vanlig familj

## Ägande
Netflix aktier ägs främst av institutionella investerare, inklusive The Vanguard Group, BlackRock, Fmr m.fl.

## Kritik

### Tillgänglighet
År 2011 stämdes Netflix av USA:s National Association of the Deaf för att inte tillhandahålla bildtexter för döva eller hörselskadade på allt dess innehåll, med hänvisning till lagen om amerikaner med funktionshinder. Netflix gick senare med på en uppgörelse, att det skulle finnas bildtext för hela biblioteket till 2014.

### Innehåll
I januari 2019 censurerade Netflix ett avsnitt av Patriot Act with Hasan Minhaj i Saudiarabien, med hänvisning till material som är kritiskt mot landet (som Mohammed bin Salman och militärinterventionen i Jemen).

### Skattesmitning
Enligt ett blogginlägg från Institute on Taxing and Economic Policy rapporterade Netflix sin största vinst någonsin i USA för 2018, men betalade ingenting i federal eller delstatlig skatt. Förklaringen är att amerikansk skattelagstiftning tillåter företag att kräva skattelättnad på utländska intäkter och därmed undvika dubbelbeskattning. Den amerikanska senatorn Bernie Sanders har kritiserat Netflix för detta på Twitter. En talesman från Netflix har tagit upp sådana påståenden som "felaktiga", men inga bevis har förutsatt att Netflix betalade delstatliga eller federala skatter.
Påståenden om skatteflykt utreds också av italienska åklagare. Trots att Netflix saknar huvudkontor i Italien hävdar åklagaren att den digitala infrastrukturen som servrar och kablar utgör en fysisk närvaro i landet.[uppföljning saknas]